# Sixun
Sixun ist eine 1984 gegründete französische Fusion-Band.

## Band und Musik
Der Bandname setzt sich aus "six" (fr.: sechs) und "un" (fr.: eins) zusammen, wird aber (wie durch die Band-Mitglieder selbst) eher englisch ausgesprochen. Dies bezieht sich auf die sechs Bandmitglieder aus aller Welt, die als eine Band zusammen spielen. Die Stammbesetzung aus Paco Séry (Schlagzeug, Perkussion), Jean-Pierre Como (Keyboard), Alain Debiossat (Saxofon), Louis Winsberg (Gitarre) und Michel Alibo (Bass) blieb über die Jahre unverändert, allerdings wechselten die Perkussionisten stetig. Die Musiker der Stammbesetzung haben auch Soloprojekte und bringen ihre verschiedenen musikalischen Schwerpunkte in die Band ein.
Durch die Besetzung mit Schlagzeug und Perkussion sowie dem oft perkussiven Bassspiel Michel Alibos wirkt die Musik meist sehr rhythmusbetont. Die zugrunde liegenden Patterns bestehen teilweise aus komplexen Polyrhythmen. Deutlich sind Einflüsse der musikalischen Ursprünge der Bandmitglieder zu erkennen. Insbesondere sind hier afrikanische und karibische Einflüsse zu nennen. Sie flechten Silbengesang immer wieder ein.
Mit ca. 20.000 verkauften CDs pro herausgegebenen Album gehören sie zu den erfolgreicheren europäischen Fusion-Formationen. Sixun zerbrach 1998 nach dem neunten Album (Nouvelle Vague). Seit 2005 war die Band wieder aktiv, hat CDs und eine DVD veröffentlicht und gibt Konzerte.
Ihr Album Palabre (2008) ist teils recht orchestral besetzt und präzise durchgearbeitet. Die Arrangements stammen von Pierre Bertrand, Ko-Leiter der Paris Jazz Big Band. In ihrer Werbung bezeichnen sie sich als europäische Version von Zawinuls Weather Report, der sie durchaus ähneln, sowohl in der Besetzung als auch bei einzelnen Musikern. Auf Palabre kommen noch zwei Akkordeons sehr wirkungsvoll mit dem Saxophonisten zusammen zum Einsatz.

## Diskografie
- 1985 Nuit Blanche (Polygram)
- 1987 Pygmées (Polygram)
- 1988 Sixun - "Live" (Bleu Citron)
- 1988 Explore (Bleu Citron)
- 1990 L'Eau de Là (Bleu Citron)
- 1993 Nomad's Land (Phonogram)
- 1995 Lunatic Taxi (Phonogram)
- 1995 Flashback (Polygram)
- 1998 Nouvelle Vague (WEA)
- 2006 Sixun fête ses 20 ans - Live à La Cigale (Futur Acoustic)
- 2006 DVD - Sixun fête ses 20 ans - Live à La Cigale - (Futur Acoustic)
- 2008 Palabre - (Futur Acoustic)
- 2010 Live in Marciac - (CD/DVD, Futur Acoustic)

## Bandmitglieder
- Paco Sery, Schlagzeug, Perkussion
- Jean-Pierre Como, Keyboard
- Alain Debiossat, Saxofon
- Louis Winsberg, Gitarre
- Michel Alibo, Bass
- Idrissa Diop, Perkussion (1985)
- Jaco Largent, Perkussion (1988)
- Arnaud Frank, Perkussion (1995)
- Manolo Badrena, Perkussion (1998)
- Stéphane Edouard, Perkussion (2006)